# FC Bayern München in het seizoen 2015/16
Dit artikel beschrijft de prestaties van de Duitse voetbalclub FC Bayern München in het seizoen 2015-2016.

## Spelerskern
| No.           | Naam               | Nationaliteit    | Geboortedatum | Vorige club         |
| ------------- | ------------------ | ---------------- | ------------- | ------------------- |
| Keepers       |                    |                  |               |                     |
| 1             | Manuel Neuer       | Duitsland        | 19-03-1986    | FC Schalke 04       |
| 22            | Tom Starke         | Duitsland        | 06-03-1981    | TSG 1899 Hoffenheim |
| 26            | Sven Ulreich       | Duitsland        | 03-08-1988    | VfB Stuttgart       |
| 33            | Ivan Lučić         | Oostenrijk       | 23-03-1995    | SV Ried             |
| Verdedigers   |                    |                  |               |                     |
| 4             | Serdar Taşçı       | Duitsland        | 24-04-1987    | Spartak Moskou      |
| 5             | Mehdi Benatia      | Marokko          | 17-04-1987    | AS Roma             |
| 13            | Rafinha            | Brazilië         | 07-09-1985    | Genoa               |
| 15            | Jan Kirchhoff      | Duitsland        | 01-10-1990    | FSV Mainz 05        |
| 17            | Jérôme Boateng     | Duitsland        | 03-09-1988    | Manchester City     |
| 18            | Juan Bernat        | Spanje           | 01-03-1993    | Valencia            |
| 21            | Philipp Lahm       | Duitsland        | 11-11-1983    | VfB Stuttgart       |
| 27            | David Alaba        | Oostenrijk       | 24-06-1992    | 1899 Hoffenheim     |
| 28            | Holger Badstuber   | Duitsland        | 13-03-1989    | /                   |
| 32            | Joshua Kimmich     | Duitsland        | 08-02-1995    | RB Leipzig          |
| Middenvelders |                    |                  |               |                     |
| 6             | Thiago             | Spanje           | 11-04-1991    | FC Barcelona        |
| 7             | Franck Ribéry      | Frankrijk        | 07-04-1983    | Olympique Marseille |
| 8             | Javi Martínez      | Spanje           | 02-09-1988    | Athletic Bilbao     |
| 10            | Arjen Robben       | Nederland        | 23-01-1984    | Real Madrid         |
| 14            | Xabi Alonso        | Spanje           | 25-11-1981    | Real Madrid         |
| 16            | Gianluca Gaudino   | Duitsland        | 11-11-1996    | /                   |
| 19            | Mario Götze        | Duitsland        | 03-06-1992    | Borussia Dortmund   |
| 20            | Sebastian Rode     | Duitsland        | 11-10-1990    | Eintracht Frankfurt |
| 23            | Arturo Vidal       | Chili            | 27-05-1987    | Juventus            |
| Aanvallers    |                    |                  |               |                     |
| 9             | Robert Lewandowski | Polen            | 21-08-1988    | Borussia Dortmund   |
| 11            | Douglas Costa      | Brazilië         | 14-09-1990    | Sjachtar Donetsk    |
| 24            | Sinan Kurt         | Duitsland        | 23-07-1996    | /                   |
| 25            | Thomas Müller      | Duitsland        | 13-09-1989    | /                   |
| 29            | Kingsley Coman     | Frankrijk        | 13-06-1996    | Juventus            |
| 37            | Julian Green       | Verenigde Staten | 06-06-1995    | Hamburger SV        |
| 41            | Miloš Pantović     | Servië           | 07-07-1996    | /                   |

- = Aanvoerder

### Technische staf
|                    |                        |               |
| Functie            | Naam                   | Nationaliteit |
| Coach              | Josep Guardiola (foto) | Spanje        |
| Assistent-coach    | Domènec Torrent        | Spanje        |
| Assistent-coach    | Hermann Gerland        | Duitsland     |
| Keeperstrainer     | Toni Tapalović         | Duitsland     |
| Sportief directeur | Matthias Sammer        | Duitsland     |
| Teamarts           | Volker Braun           | Duitsland     |

## Resultaten
| Bundesliga | DFB-Pokal | DFL-Supercup        | Champions League |
| ---------- | --------- | ------------------- | ---------------- |
|            |           |                     |                  |
| Kampioen   | Winnaar   | Verliezend finalist | Halve finale     |

## Uitrustingen
Shirtsponsor(s): Deutsche Telekom

Sportmerk: adidas
| Thuis | Uit | Alternatief | Doelman | Doelman |

## Transfers

### Zomer
| Naam                   | Nationaliteit     | Van/naar          | Type         |
| ---------------------- | ----------------- | ----------------- | ------------ |
| Inkomend               |                   |                   |              |
| Arturo Vidal           | Chili             | Juventus          | € 37.000.000 |
| Douglas Costa          | Brazilië          | Sjachtar Donetsk  | € 35.000.000 |
| Joshua Kimmich         | Duitsland         | VfB Stuttgart     | € 7.000.000  |
| Sven Ulreich           | Duitsland         | VfB Stuttgart     | € 3.500.000  |
| Kingsley Coman         | Frankrijk         | Juventus          | Huur         |
| Jan Kirchhoff          | Duitsland         | Schalke 04        | Einde huur   |
| Xherdan Shaqiri        | Zwitserland       | Inter Milan       | Einde huur   |
| Julian Green           | Verenigde Staten  | Hamburger SV      | Einde huur   |
| Pierre Højbjerg        | Denemarken        | FC Augsburg       | Einde huur   |
| TOTAAL UITGAVEN:       | TOTAAL UITGAVEN:  | TOTAAL UITGAVEN:  | € 82.500.000 |
| Uitgaand               |                   |                   |              |
| Xherdan Shaqiri        | Zwitserland       | Internazionale    | € 16.000.000 |
| Dante                  | Brazilië          | VfL Wolfsburg     | € 4.500.000  |
| José Manuel Reina      | Spanje            | SSC Napoli        | € 2.000.000  |
| Mitchell Weiser        | Duitsland         | Hertha BSC        | Transfervrij |
| Bastian Schweinsteiger | Duitsland         | Manchester United | € 20.000.000 |
| Rico Strieder          | Duitsland         | FC Utrecht        | niet bekend  |
| Lukas Görtler          | Duitsland         | FC Kaiserslautern | niet bekend  |
| Pierre Højbjerg        | Denemarken        | FC Schalke 04     | Huur         |
| TOTAAL INKOMSTEN:      | TOTAAL INKOMSTEN: | TOTAAL INKOMSTEN: | € 42.500.000 |

### Winter
| Naam              | Nationaliteit     | Van/naar          | Type        |
| ----------------- | ----------------- | ----------------- | ----------- |
| Inkomend          |                   |                   |             |
| Serdar Taşçı      | Duitsland         | Spartak Moskou    | Huur        |
| TOTAAL UITGAVEN:  | TOTAAL UITGAVEN:  | TOTAAL UITGAVEN:  | € 0         |
| Uitgaand          |                   |                   |             |
| Sinan Kurt        | Duitsland         | Hertha BSC        | niet bekend |
| Jan Kirchhoff     | Duitsland         | Sunderland        | niet bekend |
| Gianluca Gaudino  | Duitsland         | FC St. Gallen     | Huur        |
| TOTAAL INKOMSTEN: | TOTAAL INKOMSTEN: | TOTAAL INKOMSTEN: | € 0         |

## DFL-Supercup
| Wedstrijddetails                                 | Thuisploeg    | Uitslag   | Uitploeg       | Opstelling | Kaarten             |
| ------------------------------------------------ | ------------- | --------- | -------------- | --- | ------------------- |
| DFL-Supercup                                     |               |           |                | |                     |
| 1 augustus 2015 20:30 Volkswagen Arena Wolfsburg | VfL Wolfsburg | 1-1 (5-4) | Bayern München | Neuer Lahm, Boateng, Benatia, Alaba Alonso, Thiago (74' Vidal), Müller (84' Götze) Robben, Lewandowski (72' Rafinha), Costa Strafschoppen: Vidal, Alonso, Robben, Lahm, Costa | 21' Costa 82' Vidal |
| 1 augustus 2015 20:30 Volkswagen Arena Wolfsburg | 49' Robben    | 1-0 1-1   | 89' Bendtner   | Neuer Lahm, Boateng, Benatia, Alaba Alonso, Thiago (74' Vidal), Müller (84' Götze) Robben, Lewandowski (72' Rafinha), Costa Strafschoppen: Vidal, Alonso, Robben, Lahm, Costa | 21' Costa 82' Vidal |

## Bundesliga

### Wedstrijden
| Wedstrijddetails                                           | Thuisploeg                                                                      | Uitslag                 | Uitploeg                                   | Opstelling | Kaarten                                        |
| ---------------------------------------------------------- | ------------------------------------------------------------------------------- | ----------------------- | ------------------------------------------ | --- | ---------------------------------------------- |
| Heenronde                                                  |                                                                                 |                         |                                            | |                                                |
| 14 augustus 2015 20:30 Allianz Arena München               | Bayern München                                                                  | 5-0                     | Hamburger SV                               | Neuer Lahm (72' Thiago), Boateng, Benatia, Alaba Müller, Alonso (56' Rafinha), Vidal Robben (65' Götze), Lewandowski, Costa       | 12' Alonso 18' Boateng                         |
| 14 augustus 2015 20:30 Allianz Arena München               | 27' Benatia 53' Lewandowski 69' Müller 73' Müller 87' Costa                     | 1-0 2-0 3-0 4-0 5-0     |                                            | Neuer Lahm (72' Thiago), Boateng, Benatia, Alaba Müller, Alonso (56' Rafinha), Vidal Robben (65' Götze), Lewandowski, Costa       | 12' Alonso 18' Boateng                         |
| 22 augustus 2015 15:30 Rhein-Neckar-Arena Sinsheim         | 1899 Hoffenheim                                                                 | 1-2                     | Bayern München                             | Neuer Lahm (67' Lewandowski), Boateng, Benatia (36' Rafinha), Alaba Götze, Alonso, Vidal Robben (59' Thiago), Müller, Costa       | 71' Boateng 73' Boateng 75' Müller 83' Rafinha |
| 22 augustus 2015 15:30 Rhein-Neckar-Arena Sinsheim         | 1' Volland                                                                      | 1-0 1-1 1-2             | 41' Müller 90' Lewandowski                 | Neuer Lahm (67' Lewandowski), Boateng, Benatia (36' Rafinha), Alaba Götze, Alonso, Vidal Robben (59' Thiago), Müller, Costa       | 71' Boateng 73' Boateng 75' Müller 83' Rafinha |
| 29 augustus 2015 18:30 Allianz Arena München               | Bayern München                                                                  | 3-0                     | Bayer Leverkusen                           | Neuer Lahm, Alaba, Bernat (73' Dante) Vidal, Alonso, Müller, Thiago (83' Rode) Robben (78' Götze), Lewandowski, Costa             | 8' Bernat 19' Thiago                           |
| 29 augustus 2015 18:30 Allianz Arena München               | 26' Müller 60' Müller (pen.) 71' Robben (pen.)                                  | 1-0 2-0 3-0             |                                            | Neuer Lahm, Alaba, Bernat (73' Dante) Vidal, Alonso, Müller, Thiago (83' Rode) Robben (78' Götze), Lewandowski, Costa             | 8' Bernat 19' Thiago                           |
| 12 september 2015 15:30 Allianz Arena München              | Bayern München                                                                  | 2-1                     | FC Augsburg                                | Neuer Rafinha, Boateng, Alaba Lahm (90+2' Kimmich), Alonso, Vidal (56' Coman), Thiago Müller (90+1' Bernat), Lewandowski, Costa   |                                                |
| 12 september 2015 15:30 Allianz Arena München              | 77' Lewandowski 90' Müller                                                      | 0-1 1-1 2-1             | 43' Esswein                                | Neuer Rafinha, Boateng, Alaba Lahm (90+2' Kimmich), Alonso, Vidal (56' Coman), Thiago Müller (90+1' Bernat), Lewandowski, Costa   |                                                |
| 19 september 2015 15:30 Stadion am Böllenfalltor Darmstadt | Darmstadt 98                                                                    | 0-3                     | Bayern München                             | Neuer Rafinha, Boateng (72' Alonso), Alaba, Bernat Rode, Kimmich, Vidal (66' Martínez) Coman, Götze, Costa (68' Müller)           | 80' Martínez                                   |
| 19 september 2015 15:30 Stadion am Böllenfalltor Darmstadt |                                                                                 | 0-1 0-2 0-3             | 20' Vidal 62' Coman 63' Rode               | Neuer Rafinha, Boateng (72' Alonso), Alaba, Bernat Rode, Kimmich, Vidal (66' Martínez) Coman, Götze, Costa (68' Müller)           | 80' Martínez                                   |
| 22 september 2015 20:00 Allianz Arena München              | Bayern München                                                                  | 5-1                     | VfL Wolfsburg                              | Neuer Lahm, Boateng, Alaba, Bernat (46' Martínez) Vidal, Alonso (78' Kimmich), Thiago (46' Lewandowski) Costa, Müller, Götze      |                                                |
| 22 september 2015 20:00 Allianz Arena München              | 51' Lewandowski 52' Lewandowski 55' Lewandowski 57' Lewandowski 60' Lewandowski | 0-1 1-1 2-1 3-1 4-1 5-1 | 26' Caligiuri                              | Neuer Lahm, Boateng, Alaba, Bernat (46' Martínez) Vidal, Alonso (78' Kimmich), Thiago (46' Lewandowski) Costa, Müller, Götze      |                                                |
| 26 september 2015 15:30 Coface Arena Mainz                 | FSV Mainz 05                                                                    | 0-3                     | Bayern München                             | Neuer Lahm, Martínez (67' Boateng), Alaba, Rafinha Alonso, Thiago, Müller (58' Vidal) Coman, Lewandowski, Costa (70' Götze)       | 27' Alonso                                     |
| 26 september 2015 15:30 Coface Arena Mainz                 |                                                                                 | 0-1 0-2 0-3             | 51' Lewandowski 63' Lewandowski 68' Coman  | Neuer Lahm, Martínez (67' Boateng), Alaba, Rafinha Alonso, Thiago, Müller (58' Vidal) Coman, Lewandowski, Costa (70' Götze)       | 27' Alonso                                     |
| 4 oktober 2015 17:30 Allianz Arena München                 | Bayern München                                                                  | 5-1                     | Borussia Dortmund                          | Neuer Boateng, Martínez, Alaba Lahm, Alonso (76' Kimmich), Müller (80' Coman), Thiago (68' Vidal) Götze, Lewandowski, Costa       | 4' Alaba 78' Boateng 86' Kimmich               |
| 4 oktober 2015 17:30 Allianz Arena München                 | 26' Müller 35' Müller (pen.) 46' Lewandowski 58' Lewandowski 66' Götze          | 1-0 2-0 2-1 3-1 4-1 5-1 | 36' Aubameyang                             | Neuer Boateng, Martínez, Alaba Lahm, Alonso (76' Kimmich), Müller (80' Coman), Thiago (68' Vidal) Götze, Lewandowski, Costa       | 4' Alaba 78' Boateng 86' Kimmich               |
| 17 oktober 2015 15:30 Weserstadion Bremen                  | Werder Bremen                                                                   | 0-1                     | Bayern München                             | Neuer Rafinha (78' Kimmich), Boateng, Alaba, Bernat Lahm, Alonso, Vidal (90+2' Pantović), Thiago Müller, Lewandowski              | 42' Rafinha 82' Kimmich                        |
| 17 oktober 2015 15:30 Weserstadion Bremen                  |                                                                                 | 0-1                     | 23' Müller                                 | Neuer Rafinha (78' Kimmich), Boateng, Alaba, Bernat Lahm, Alonso, Vidal (90+2' Pantović), Thiago Müller, Lewandowski              | 42' Rafinha 82' Kimmich                        |
| 24 oktober 2015 15:30 Allianz Arena München                | Bayern München                                                                  | 4-0                     | FC Köln                                    | Neuer Lahm, Boateng (62' Martínez), Alaba, Rafinha Robben (65' Kimmich), Vidal, Müller (78' Thiago) Coman, Lewandowski, Costa     | 55' Rafinha                                    |
| 24 oktober 2015 15:30 Allianz Arena München                | 35' Robben 40' Vidal 62' Lewandowski 77' Müller (pen.)                          | 1-0 2-0 3-0 4-0         |                                            | Neuer Lahm, Boateng (62' Martínez), Alaba, Rafinha Robben (65' Kimmich), Vidal, Müller (78' Thiago) Coman, Lewandowski, Costa     | 55' Rafinha                                    |
| 30 oktober 2015 20:30 Commerzbank-Arena Frankfurt          | Eintracht Frankfurt                                                             | 0-0                     | Bayern München                             | Neuer Lahm (76' Alaba), Martínez, Boateng, Rafinha (51' Müller) Robben, Alonso, Vidal Coman (65' Thiago), Lewandowski, Costa      | 69' Lahm 85' Robben                            |
| 30 oktober 2015 20:30 Commerzbank-Arena Frankfurt          |                                                                                 |                         |                                            | Neuer Lahm (76' Alaba), Martínez, Boateng, Rafinha (51' Müller) Robben, Alonso, Vidal Coman (65' Thiago), Lewandowski, Costa      | 69' Lahm 85' Robben                            |
| 7 november 2015 15:30 Allianz Arena München                | Bayern München                                                                  | 4-0                     | VfB Stuttgart                              | Neuer Rafinha, Boateng (46' Benatia), Alaba Robben, Kimmich, Vidal, Coman Müller (59' Badstuber), Lewandowski, Costa (69' Thiago) |                                                |
| 7 november 2015 15:30 Allianz Arena München                | 11' Robben 18' Costa 37' Lewandowski 40' Müller                                 | 1-0 2-0 3-0 4-0         |                                            | Neuer Rafinha, Boateng (46' Benatia), Alaba Robben, Kimmich, Vidal, Coman Müller (59' Badstuber), Lewandowski, Costa (69' Thiago) |                                                |
| 21 november 2015 18:30 Veltins-Arena Gelsenkirchen         | FC Schalke 04                                                                   | 4-0                     | Bayern München                             | Neuer Lahm, Martínez, Benatia (70' Boateng), Alaba (83' Rafinha) Müller, Alonso, Vidal Robben (88' Kimmich), Lewandowski, Costa   |                                                |
| 21 november 2015 18:30 Veltins-Arena Gelsenkirchen         | 17' Meyer                                                                       | 0-1 1-1 1-2 1-3         | 9' Alaba 69' Martínez 90+2' Müller         | Neuer Lahm, Martínez, Benatia (70' Boateng), Alaba (83' Rafinha) Müller, Alonso, Vidal Robben (88' Kimmich), Lewandowski, Costa   |                                                |
| 28 november 2015 15:30 Allianz Arena München               | Bayern München                                                                  | 2-0                     | Hertha BSC                                 | Neuer Lahm, Martínez, Benatia, Rafinha Boateng (66' Rode), Alonso, Vidal (84' Badstuber) Müller, Lewandowski, Coman               |                                                |
| 28 november 2015 15:30 Allianz Arena München               | 34' Müller 41' Coman                                                            | 1-0 2-0                 |                                            | Neuer Lahm, Martínez, Benatia, Rafinha Boateng (66' Rode), Alonso, Vidal (84' Badstuber) Müller, Lewandowski, Coman               |                                                |
| 5 december 2015 15:30 Borussia-Park Mönchengladbach        | Borussia Mönchengladbach                                                        | 3-1                     | Bayern München                             | Neuer Lahm, Boateng, Benatia, Rafinha Vidal, Alonso (66' Rode), Martínez Müller, Lewandowski (75' Ribéry), Coman                  | 4' Benatia 86' Rafinha                         |
| 5 december 2015 15:30 Borussia-Park Mönchengladbach        | 54' Wendt 66' Stindl 68' Johnson                                                | 1-0 2-0 3-0 3-1         | 81' Ribéry                                 | Neuer Lahm, Boateng, Benatia, Rafinha Vidal, Alonso (66' Rode), Martínez Müller, Lewandowski (75' Ribéry), Coman                  | 4' Benatia 86' Rafinha                         |
| 12 december 2015 15:30 Allianz Arena München               | Bayern München                                                                  | 2-0                     | FC Ingolstadt 04                           | Neuer Lahm, Boateng (70' Alonso), Badstuber, Rafinha Müller (79' Rode), Vidal (51' Thiago), Martínez Kimmich, Lewandowski, Coman  | 55' Boateng 89' Martínez                       |
| 12 december 2015 15:30 Allianz Arena München               | 65' Lewandowski 75' Lahm                                                        | 1-0 2-0                 |                                            | Neuer Lahm, Boateng (70' Alonso), Badstuber, Rafinha Müller (79' Rode), Vidal (51' Thiago), Martínez Kimmich, Lewandowski, Coman  | 55' Boateng 89' Martínez                       |
| 19 december 2015 15:30 HDI-Arena Hannover                  | Hannover 96                                                                     | 0-1                     | Bayern München                             | Neuer Martínez, Boateng, Badstuber (73' Kimmich) Rafinha, Thiago, Alonso, Vidal (88' Rode), Coman Müller, Lewandowski             |                                                |
| 19 december 2015 15:30 HDI-Arena Hannover                  |                                                                                 | 0-1                     | 40' Müller (pen.)                          | Neuer Martínez, Boateng, Badstuber (73' Kimmich) Rafinha, Thiago, Alonso, Vidal (88' Rode), Coman Müller, Lewandowski             |                                                |
| Terugronde                                                 |                                                                                 |                         |                                            | |                                                |
| 22 januari 2016 20:30 Volksparkstadion Hamburg             | Hamburger SV                                                                    | 1-2                     | Bayern München                             | Neuer Boateng (56' Martínez), Badstuber, Alaba Costa (81' Robben), Lahm, Alonso, Thiago, Coman Müller (69' Vidal), Lewandowski    | 45' Lahm 82' Alonso                            |
| 22 januari 2016 20:30 Volksparkstadion Hamburg             | 53' Alonso (own)                                                                | 0-1 1-1 1-2             | 37' Lewandowski (pen.) 61' Lewandowski     | Neuer Boateng (56' Martínez), Badstuber, Alaba Costa (81' Robben), Lahm, Alonso, Thiago, Coman Müller (69' Vidal), Lewandowski    | 45' Lahm 82' Alonso                            |
| 31 januari 2016 20:30 Allianz Arena München                | Bayern München                                                                  | 2-0                     | 1899 Hoffenheim                            | Neuer Lahm, Kimmich, Badstuber, Alaba Müller (67' Vidal), Alonso, Costa (88' Bernat) Robben, Lewandowski, Coman (62' Thiago)      | 28' Costa                                      |
| 31 januari 2016 20:30 Allianz Arena München                | 32' Lewandowski 64' Lewandowski                                                 | 1-0 2-0                 |                                            | Neuer Lahm, Kimmich, Badstuber, Alaba Müller (67' Vidal), Alonso, Costa (88' Bernat) Robben, Lewandowski, Coman (62' Thiago)      | 28' Costa                                      |
| 6 februari 2016 18:30 BayArena Leverkusen                  | Bayer Leverkusen                                                                | 0-0                     | Bayern München                             | Neuer Lahm, Kimmich, Badstuber, Alaba Vidal (52' Thiago), Alonso, Costa Robben (60' Müller), Lewandowski, Coman (87' Rode)        | 78' Alonso 84' Alonso                          |
| 6 februari 2016 18:30 BayArena Leverkusen                  |                                                                                 |                         |                                            | Neuer Lahm, Kimmich, Badstuber, Alaba Vidal (52' Thiago), Alonso, Costa Robben (60' Müller), Lewandowski, Coman (87' Rode)        | 78' Alonso 84' Alonso                          |
| 14 februari 2016 17:30 WWK Arena Augsburg                  | FC Augsburg                                                                     | 1-3                     | Bayern München                             | Neuer Lahm (83' Rode), Kimmich, Alaba, Bernat Müller, Vidal (57' Rafinha), Thiago Robben, Lewandowski, Costa (83' Coman)          | 72' Müller                                     |
| 14 februari 2016 17:30 WWK Arena Augsburg                  | 86' Bobadilla                                                                   | 0-1 0-2 0-3 1-3         | 15' Lewandowski 62' Lewandowski 78' Müller | Neuer Lahm (83' Rode), Kimmich, Alaba, Bernat Müller, Vidal (57' Rafinha), Thiago Robben, Lewandowski, Costa (83' Coman)          | 72' Müller                                     |
| 20 februari 2016 15:30 Allianz Arena München               | Bayern München                                                                  | 3-1                     | Darmstadt 98                               | Neuer Rafinha, Kimmich, Taşçı (53' Bernat), Alaba Müller, Vidal, Robben (81' Alonso) Coman (53' Ribéry), Lewandowski, Costa       | 39' Rafinha 50' Kimmich                        |
| 20 februari 2016 15:30 Allianz Arena München               | 19' Müller 71' Müller 84' Lewandowski                                           | 0-1 1-1 2-1 3-1         | 26' Wagner                                 | Neuer Rafinha, Kimmich, Taşçı (53' Bernat), Alaba Müller, Vidal, Robben (81' Alonso) Coman (53' Ribéry), Lewandowski, Costa       | 39' Rafinha 50' Kimmich                        |
| 27 februari 2016 15:30 Volkswagen-Arena Wolfsburg          | VfL Wolfsburg                                                                   | 0-2                     | Bayern München                             | Neuer Lahm, Kimmich, Alaba, Bernat Müller, Alonso, Costa (50' Thiago) Robben (56' Ribéry), Lewandowski, Coman (88' Rode)          | 78' Bernat                                     |
| 27 februari 2016 15:30 Volkswagen-Arena Wolfsburg          |                                                                                 | 0-1 0-2                 | 66' Coman 74' Lewandowski                  | Neuer Lahm, Kimmich, Alaba, Bernat Müller, Alonso, Costa (50' Thiago) Robben (56' Ribéry), Lewandowski, Coman (88' Rode)          | 78' Bernat                                     |
| 2 maart 2016 20:00 Allianz Arena München                   | Bayern München                                                                  | 1-2                     | FSV Mainz 05                               | Neuer Rafinha, Benatia, Alaba, Bernat Robben, Vidal, Thiago (60' Costa) Coman (51' Müller), Lewandowski, Ribéry                   | 50' Rafinha                                    |
| 2 maart 2016 20:00 Allianz Arena München                   | 64' Robben                                                                      | 0-1 1-1 1-2             | 26' Samperio 86' Córdoba                   | Neuer Rafinha, Benatia, Alaba, Bernat Robben, Vidal, Thiago (60' Costa) Coman (51' Müller), Lewandowski, Ribéry                   | 50' Rafinha                                    |
| 5 maart 2016 18:30 Signal Iduna Park Dortmund              | Borussia Dortmund                                                               | 0-0                     | Bayern München                             | Neuer Lahm, Kimmich, Alaba, Bernat Müller, Alonso (90' Benatia), Vidal Robben, Lewandowski, Costa (75' Ribéry)                    | 22' Alonso                                     |
| 5 maart 2016 18:30 Signal Iduna Park Dortmund              |                                                                                 |                         |                                            | Neuer Lahm, Kimmich, Alaba, Bernat Müller, Alonso (90' Benatia), Vidal Robben, Lewandowski, Costa (75' Ribéry)                    | 22' Alonso                                     |
| 12 maart 2016 18:30 Allianz Arena München                  | Bayern München                                                                  | 5-0                     | Werder Bremen                              | Neuer Lahm, Kimmich (68' Rafinha), Benatia, Alaba Götze (54' Rode), Alonso, Thiago Coman, Müller (74' Lewandowski), Ribéry        | 35' Ribéry                                     |
| 12 maart 2016 18:30 Allianz Arena München                  | 9' Thiago 31' Müller 65' Müller 86' Lewandowski 90' Thiago                      | 1-0 2-0 3-0 4-0 5-0     |                                            | Neuer Lahm, Kimmich (68' Rafinha), Benatia, Alaba Götze (54' Rode), Alonso, Thiago Coman, Müller (74' Lewandowski), Ribéry        | 35' Ribéry                                     |
| 19 maart 2016 15:30 RheinEnergieStadion Keulen             | FC Köln                                                                         | 0-1                     | Bayern München                             | Neuer Rafinha, Kimmich, Alaba, Bernat Rode (78' Lahm), Alonso (54' Vidal), Thiago Coman, Lewandowski, Costa (72' Ribéry)          | 86' Lahm                                       |
| 19 maart 2016 15:30 RheinEnergieStadion Keulen             |                                                                                 | 0-1                     | 10' Lewandowski                            | Neuer Rafinha, Kimmich, Alaba, Bernat Rode (78' Lahm), Alonso (54' Vidal), Thiago Coman, Lewandowski, Costa (72' Ribéry)          | 86' Lahm                                       |
| 2 april 2016 15:30 Allianz Arena München                   | Bayern München                                                                  | 1-0                     | Eintracht Frankfurt                        | Neuer Martínez, Alaba, Bernat Müller, Lahm, Alonso, Ribéry Götze (85' Vidal), Lewandowski (71' Costa), Thiago                     | 41' Lewandowski 55' Götze                      |
| 2 april 2016 15:30 Allianz Arena München                   | 20' Ribéry                                                                      | 1-0                     |                                            | Neuer Martínez, Alaba, Bernat Müller, Lahm, Alonso, Ribéry Götze (85' Vidal), Lewandowski (71' Costa), Thiago                     | 41' Lewandowski 55' Götze                      |
| 9 april 2016 15:30 Mercedes-Benz Arena Stuttgart           | VfB Stuttgart                                                                   | 1-3                     | Bayern München                             | Neuer Kimmich (75' Costa), Martínez, Alaba Rafinha, Alonso, Vidal (27' Müller), Bernat Götze (69' Thiago), Lewandowski, Ribéry    | 41' Lewandowski 55' Götze                      |
| 9 april 2016 15:30 Mercedes-Benz Arena Stuttgart           | 63' Didavi                                                                      | 0-1 0-2 1-2 1-3         | 31' Niedermeier (own) 52' Alaba 89' Costa  | Neuer Kimmich (75' Costa), Martínez, Alaba Rafinha, Alonso, Vidal (27' Müller), Bernat Götze (69' Thiago), Lewandowski, Ribéry    | 41' Lewandowski 55' Götze                      |
| 16 april 2016 18:30 Allianz Arena München                  | Bayern München                                                                  | 3-0                     | FC Schalke 04                              | Neuer Rafinha, Benatia (63' Kimmich), Alaba, Bernat Lahm, Vidal (78' Rode), Götze Coman, Lewandowski, Costa (68' Ribéry)          |                                                |
| 16 april 2016 18:30 Allianz Arena München                  | 54' Lewandowksi 65' Lewandowski 73' Vidal                                       | 1-0 2-0 3-0             |                                            | Neuer Rafinha, Benatia (63' Kimmich), Alaba, Bernat Lahm, Vidal (78' Rode), Götze Coman, Lewandowski, Costa (68' Ribéry)          |                                                |
| 23 april 2016 15:30 Olympisch Stadion Berlijn              | Hertha BSC                                                                      | 0-2                     | Bayern München                             | Neuer Rafinha (57' Alaba), Benatia, Taşçı, Kimmich Vidal, Thiago, Götze Müller (57' Ribéry)), Lewandowski (84' Martínez), Costa   | 37' Rafinha 41' Müller 52' Vidal 77' Thiago    |
| 23 april 2016 15:30 Olympisch Stadion Berlijn              |                                                                                 | 0-1 0-2                 | 48' Vidal 79' Costa                        | Neuer Rafinha (57' Alaba), Benatia, Taşçı, Kimmich Vidal, Thiago, Götze Müller (57' Ribéry)), Lewandowski (84' Martínez), Costa   | 37' Rafinha 41' Müller 52' Vidal 77' Thiago    |
| 30 april 2016 15:30 Allianz Arena München                  | Bayern München                                                                  | 1-1                     | Borussia Mönchengladbach                   | Neuer Benatia, Boateng (68' Alaba), Taşçı (77' Costa) Rafinha, Rode, Kimmich, Bernat Coman, Müller, Götze (62' Thiago)            | 18' Taşçı 22' Rode                             |
| 30 april 2016 15:30 Allianz Arena München                  | 6' Müller                                                                       | 1-0 1-1                 | 72' Hahn                                   | Neuer Benatia, Boateng (68' Alaba), Taşçı (77' Costa) Rafinha, Rode, Kimmich, Bernat Coman, Müller, Götze (62' Thiago)            | 18' Taşçı 22' Rode                             |
| 7 mei 2016 15:30 Audi-Sportpark Ingolstadt                 | FC Ingolstadt 04                                                                | 1-2                     | Bayern München                             | Neuer Lahm, Martínez, Kimmich, Alaba Alonso (46' Benatia), Thiago (89' Rode), Müller Costa, Lewandowski, Ribéry (57' Rafinha)     | 46' Benatia 75' Müller 80' Lewandowski         |
| 7 mei 2016 15:30 Audi-Sportpark Ingolstadt                 | 42' Hartmann (pen.)                                                             | 0-1 0-2 1-2             | 15' Lewandowski (pen.) 32' Lewandowski     | Neuer Lahm, Martínez, Kimmich, Alaba Alonso (46' Benatia), Thiago (89' Rode), Müller Costa, Lewandowski, Ribéry (57' Rafinha)     | 46' Benatia 75' Müller 80' Lewandowski         |
| 14 mei 2016 15:30 Allianz Arena München                    | Bayern München                                                                  | 3-1                     | Hannover 96                                | Neuer (51' Ulreich) Lahm, Benatia, Boateng (78' Rode), Alaba Thiago, Vidal, Götze Coman (61' Rafinha), Lewandowski, Ribéry        |                                                |
| 14 mei 2016 15:30 Allianz Arena München                    | 12' Lewandowski 28' Götze 54' Götze                                             | 1-0 2-0 3-0 3-1         | 66' Sobiech                                | Neuer (51' Ulreich) Lahm, Benatia, Boateng (78' Rode), Alaba Thiago, Vidal, Götze Coman (61' Rafinha), Lewandowski, Ribéry        |                                                |

### Overzicht
| Speeldag  | 1 | 2 | 3 | 4  | 5  | 6  | 7  | 8  | 9  | 10 | 11 | 12 | 13 | 14 | 15 | 16 | 17 | 18 | 19 | 20 | 21 | 22 | 23 | 24 | 25 | 26 | 27 | 28 | 29 | 30 | 31 | 32 | 33 | 34 |
| --------- | - | - | - | -- | -- | -- | -- | -- | -- | -- | -- | -- | -- | -- | -- | -- | -- | -- | -- | -- | -- | -- | -- | -- | -- | -- | -- | -- | -- | -- | -- | -- | -- | -- |
| Resultaat | w | w | w | w  | w  | w  | w  | w  | w  | w  | g  | w  | w  | w  | v  | w  | w  | w  | w  | g  | w  | w  | w  | v  | g  | w  | w  | w  | w  | w  | w  | g  | w  | w  |
| Punten    | 3 | 6 | 9 | 12 | 15 | 18 | 21 | 24 | 27 | 30 | 31 | 34 | 37 | 40 | 40 | 43 | 46 | 49 | 52 | 53 | 56 | 59 | 62 | 62 | 63 | 66 | 69 | 72 | 75 | 78 | 81 | 82 | 85 | 88 |
| Positie   | 1 | 2 | 2 | 2  | 2  | 1  | 1  | 1  | 1  | 1  | 1  | 1  | 1  | 1  | 1  | 1  | 1  | 1  | 1  | 1  | 1  | 1  | 1  | 1  | 1  | 1  | 1  | 1  | 1  | 1  | 1  | 1  | 1  | 1  |

## DFB-Pokal
| Wedstrijddetails                                 | Thuisploeg                   | Uitslag         | Uitploeg                                   | Opstelling | Kaarten                                      |
| ------------------------------------------------ | ---------------------------- | --------------- | ------------------------------------------ | --- | -------------------------------------------- |
| 1/32 finale                                      |                              |                 |                                            | |                                              |
| 9 augustus 2015 16:00 Wildparkstadion Karlsruhe  | FC Nöttingen (V)             | 1-3             | Bayern München                             | Ulreich Rafinha, Boateng, Alaba Lahm (55' Robben), Kimmich (74' Dante), Vidal (46' Højbjerg), Bernat Costa, Lewandowski, Götze                              | 6' Vidal 59' Boateng 75' Bernat              |
| 9 augustus 2015 16:00 Wildparkstadion Karlsruhe  | 16' Hecht-Zirpel             | 0-1 1-1 1-2 1-3 | 5' Vidal (pen.) 17' Götze 26' Lewandowski  | Ulreich Rafinha, Boateng, Alaba Lahm (55' Robben), Kimmich (74' Dante), Vidal (46' Højbjerg), Bernat Costa, Lewandowski, Götze                              | 6' Vidal 59' Boateng 75' Bernat              |
| 1/16 finale                                      |                              |                 |                                            | |                                              |
| 27 oktober 2015 20:30 Volkswagen Arena Wolfsburg | VfL Wolfsburg                | 1-3             | Bayern München                             | Neuer Lahm, Martínez, Boateng, Alaba Müller (79' Rafinha), Alonso (71' Vidal), Thiago Costa, Lewandowski, Coman (67' Robben)                                | 19' Coman 53' Alonso                         |
| 27 oktober 2015 20:30 Volkswagen Arena Wolfsburg | 90' Schürrle                 | 0-1 0-2 0-3 1-3 | 15' Costa 20' Müller 34' Müller            | Neuer Lahm, Martínez, Boateng, Alaba Müller (79' Rafinha), Alonso (71' Vidal), Thiago Costa, Lewandowski, Coman (67' Robben)                                | 19' Coman 53' Alonso                         |
| 1/8 finale                                       |                              |                 |                                            | |                                              |
| 15 december 2015 20:30 Allianz Arena München     | Bayern München               | 1-0             | Darmstadt 98                               | Neuer Kimmich, Martínez, Boateng, Rafinha Lahm (87' Rode), Alonso, Vidal (66' Thiago) Müller, Lewandowski, Coman (90+2' Kirchhoff)                          | 9' Rafinha                                   |
| 15 december 2015 20:30 Allianz Arena München     | 40' Alonso                   | 1-0             |                                            | Neuer Kimmich, Martínez, Boateng, Rafinha Lahm (87' Rode), Alonso, Vidal (66' Thiago) Müller, Lewandowski, Coman (90+2' Kirchhoff)                          | 9' Rafinha                                   |
| Kwartfinale                                      |                              |                 |                                            | |                                              |
| 10 februari 2016 20:30 RewirpowerSTADION Bochum  | VfL Bochum (II)              | 0-3             | Bayern München                             | Neuer Kimmich, Badstuber (80' Vidal), Alaba Lahm (75' Bernat), Alonso (64' Rafinha), Müller, Thiago Robben, Lewandowski, Costa                              |                                              |
| 10 februari 2016 20:30 RewirpowerSTADION Bochum  |                              | 0-1 0-2 0-3     | 38' Lewandowski 61' Thiago 90' Lewandowski | Neuer Kimmich, Badstuber (80' Vidal), Alaba Lahm (75' Bernat), Alonso (64' Rafinha), Müller, Thiago Robben, Lewandowski, Costa                              |                                              |
| Halve finale                                     |                              |                 |                                            | |                                              |
| 19 april 2016 20:30 Allianz Arena München        | Bayern München               | 2-0             | Werder Bremen                              | Neuer Lahm, Martínez, Alaba, Bernat (58' Benatia) Müller, Alonso, Götze (60' Thiago) Coman (67' Vidal), Lewandowski, Ribéry                                 |                                              |
| 19 april 2016 20:30 Allianz Arena München        | 30' Müller 71' Müller (pen.) | 1-0 2-0         |                                            | Neuer Lahm, Martínez, Alaba, Bernat (58' Benatia) Müller, Alonso, Götze (60' Thiago) Coman (67' Vidal), Lewandowski, Ribéry                                 |                                              |
| Finale                                           |                              |                 |                                            | |                                              |
| 21 mei 2016 20:00 Olympisch Stadion Berlijn      | Bayern München               | 0-0 (4-3)       | Borussia Dortmund                          | Neuer Lahm, Kimmich, Boateng, Alaba Müller, Vidal, Thiago Costa, Lewandowski, Ribéry (108' Coman) Strafschoppen: Vidal, Lewandowski, Kimmich, Müller, Costa | 39' Ribéry 42' Kimmich 47' Vidal 109' Müller |
| 21 mei 2016 20:00 Olympisch Stadion Berlijn      |                              |                 |                                            | Neuer Lahm, Kimmich, Boateng, Alaba Müller, Vidal, Thiago Costa, Lewandowski, Ribéry (108' Coman) Strafschoppen: Vidal, Lewandowski, Kimmich, Müller, Costa | 39' Ribéry 42' Kimmich 47' Vidal 109' Müller |

## UEFA Champions League
| UEFA Champions League                                      |                                                                     |                         |                                   | |                                                               |
| Wedstrijddetails                                           | Thuisploeg                                                          | Uitslag                 | Uitploeg                          | Opstelling | Kaarten                                                       |
| Groepsfase                                                 |                                                                     |                         |                                   | |                                                               |
| 16 september 2015 20:45 Georgios Karaiskákisstadion Athene | Olympiakos Piraeus                                                  | 0-3                     | Bayern München                    | Neuer Lahm, Boateng, Alaba, Bernat Thiago, Alonso (76' Kimmich), Vidal (79' Götze) Müller, Lewandowski (59' Coman), Costa          | 45' Müller 86' Kimmich                                        |
| 16 september 2015 20:45 Georgios Karaiskákisstadion Athene |                                                                     | 0-1 0-2 0-3             | 52' Müller 89' Götze 90+2' Müller | Neuer Lahm, Boateng, Alaba, Bernat Thiago, Alonso (76' Kimmich), Vidal (79' Götze) Müller, Lewandowski (59' Coman), Costa          | 45' Müller 86' Kimmich                                        |
| 29 september 2015 20:45 Allianz Arena München              | Bayern München                                                      | 5-0                     | Dinamo Zagreb                     | Neuer Lahm, Boateng (64' Rafinha), Alaba, Bernat (46' Martínez) Götze, Kimmich, Thiago Coman, Lewandowski, Costa (58' Müller)      | 21' Boateng                                                   |
| 29 september 2015 20:45 Allianz Arena München              | 13' Costa 21' Lewandowski 25' Götze 28' Lewandowski 55' Lewandowski | 1-0 2-0 3-0 4-0 5-0     |                                   | Neuer Lahm, Boateng (64' Rafinha), Alaba, Bernat (46' Martínez) Götze, Kimmich, Thiago Coman, Lewandowski, Costa (58' Müller)      | 21' Boateng                                                   |
| 20 oktober 2015 20:45 Emirates Stadium Londen              | Arsenal FC                                                          | 2-0                     | Bayern München                    | Neuer Lahm, Boateng, Alaba, Bernat Thiago, Alonso (70' Kimmich), Vidal (71' Rafinha) Müller, Lewandowski, Costa                    |                                                               |
| 20 oktober 2015 20:45 Emirates Stadium Londen              | 77' Giroud 90+4' Özil                                               | 1-0 2-0                 |                                   | Neuer Lahm, Boateng, Alaba, Bernat Thiago, Alonso (70' Kimmich), Vidal (71' Rafinha) Müller, Lewandowski, Costa                    |                                                               |
| 4 november 2015 20:45 Allianz Arena München                | Bayern München                                                      | 5-1                     | Arsenal FC                        | Neuer Lahm, Boateng (68' Benatia), Martínez, Alaba Müller, Alonso, Thiago Costa, Lewandowski (71' Vidal), Coman (55' Robben)       |                                                               |
| 4 november 2015 20:45 Allianz Arena München                | 10' Lewandowksi 29' Müller 44' Alaba 55' Robben 89' Müller          | 1-0 2-0 3-0 4-0 4-1 5-1 | 69' Giroud                        | Neuer Lahm, Boateng (68' Benatia), Martínez, Alaba Müller, Alonso, Thiago Costa, Lewandowski (71' Vidal), Coman (55' Robben)       |                                                               |
| 24 november 2015 20:45 Allianz Arena München               | Bayern München                                                      | 4-0                     | Olympiakos Piraeus                | Neuer Lahm, Boateng, Badstuber, Rafinha Müller, Vidal, Costa (72' Martínez) Robben (33' Kimmich), Lewandowski (56' Benatia), Coman | 42' Boateng 52' Badstuber                                     |
| 24 november 2015 20:45 Allianz Arena München               | 8' Costa 16' Lewandowski 20' Müller 69' Coman                       | 1-0 2-0 3-0 4-0         |                                   | Neuer Lahm, Boateng, Badstuber, Rafinha Müller, Vidal, Costa (72' Martínez) Robben (33' Kimmich), Lewandowski (56' Benatia), Coman | 42' Boateng 52' Badstuber                                     |
| 9 december 2015 20:45 Maksimirstadion Zagreb               | Dinamo Zagreb                                                       | 0-2                     | Bayern München                    | Ulreich Lahm, Martínez, Benatia (46' Boateng), Rafinha Kimmich, Alonso, Rode Green (62' Vidal), Lewandowski, Ribéry (46' Müller)   |                                                               |
| 9 december 2015 20:45 Maksimirstadion Zagreb               |                                                                     | 0-1 0-2                 | 61' Lewandowski 64' Lewandowski   | Ulreich Lahm, Martínez, Benatia (46' Boateng), Rafinha Kimmich, Alonso, Rode Green (62' Vidal), Lewandowski, Ribéry (46' Müller)   |                                                               |
| 1/8 finale                                                 |                                                                     |                         |                                   | |                                                               |
| 23 februari 2016 20:45 Juventus Stadium Turijn             | Juventus                                                            | 2-2                     | Bayern München                    | Neuer Lahm, Kimmich, Alaba, Bernat (74' Benatia) Müller, Vidal, Thiago Robben, Lewandowski, Costa (84' Ribéry)                     | 20' Costa 70' Lewandowski 90' Vidal                           |
| 23 februari 2016 20:45 Juventus Stadium Turijn             | 63' Dybala 76' Sturaro                                              | 0-1 0-2 1-2 2-2         | 43' Müller 55' Robben             | Neuer Lahm, Kimmich, Alaba, Bernat (74' Benatia) Müller, Vidal, Thiago Robben, Lewandowski, Costa (84' Ribéry)                     | 20' Costa 70' Lewandowski 90' Vidal                           |
| 16 maart 2016 20:45 Allianz Arena München                  | Bayern München                                                      | 4-2                     | Juventus                          | Neuer Lahm, Kimmich, Benatia (46' Bernat), Alaba Vidal, Alonso (60' Coman), Müller Costa, Lewandowski, Ribéry (101' Thiago)        | 43' Kimmich 48' Vidal 51' Lewandowski 109' Thiago 112' Bernat |
| 16 maart 2016 20:45 Allianz Arena München                  | 73' Lewandowski 90+1' Müller 108' Thiago 110' Coman                 | 0-1 0-2 1-2 2-2 3-2 4-2 | 5' Pogba 28' Cuadrado             | Neuer Lahm, Kimmich, Benatia (46' Bernat), Alaba Vidal, Alonso (60' Coman), Müller Costa, Lewandowski, Ribéry (101' Thiago)        | 43' Kimmich 48' Vidal 51' Lewandowski 109' Thiago 112' Bernat |
| Kwartfinale                                                |                                                                     |                         |                                   | |                                                               |
| 5 april 2016 20:45 Allianz Arena München                   | Bayern München                                                      | 1-0                     | Benfica                           | Neuer Lahm, Kimmich (60' Martínez), Alaba, Bernat Müller (85' Götze), Vidal, Thiago Costa (70' Coman), Lewandowski, Ribéry         | 22' Ribéry 42' Bernat                                         |
| 5 april 2016 20:45 Allianz Arena München                   | 2' Vidal                                                            | 1-0                     |                                   | Neuer Lahm, Kimmich (60' Martínez), Alaba, Bernat Müller (85' Götze), Vidal, Thiago Costa (70' Coman), Lewandowski, Ribéry         | 22' Ribéry 42' Bernat                                         |
| 13 april 2016 20:45 Estádio da Luz Lissabon                | Benfica                                                             | 2-2                     | Bayern München                    | Neuer Lahm, Martínez, Kimmich, Alaba Vidal, Alonso (90' Bernat), Thiago Costa, Müller (84' Lewandowski), Ribéry (90+2' Götze)      | 74' Martínez                                                  |
| 13 april 2016 20:45 Estádio da Luz Lissabon                | 27' Jiménez 76' Talisca                                             | 1-0 1-1 1-2 2-2         | 38' Vidal 52' Müller              | Neuer Lahm, Martínez, Kimmich, Alaba Vidal, Alonso (90' Bernat), Thiago Costa, Müller (84' Lewandowski), Ribéry (90+2' Götze)      | 74' Martínez                                                  |
| Halve finale                                               |                                                                     |                         |                                   | |                                                               |
| 27 april 2016 20:45 Estadio Vicente Calderón Madrid        | Atlético Madrid                                                     | 1-0                     | Bayern München                    | Neuer Lahm, Martínez, Alaba, Bernat (77' Benatia) Vidal, Alonso, Thiago (70' Müller) Coman (64' Ribéry), Lewandowski, Costa        | 40' Costa 82' Benatia 82' Neuer 88' Vidal                     |
| 27 april 2016 20:45 Estadio Vicente Calderón Madrid        | 11' Saúl                                                            | 1-0                     |                                   | Neuer Lahm, Martínez, Alaba, Bernat (77' Benatia) Vidal, Alonso, Thiago (70' Müller) Coman (64' Ribéry), Lewandowski, Costa        | 40' Costa 82' Benatia 82' Neuer 88' Vidal                     |
| 3 mei 2016 20:45 Allianz Arena München                     | Bayern München                                                      | 2-1                     | Atlético Madrid                   | Neuer Lahm, Martínez, Boateng, Alaba Müller, Alonso, Vidal Costa (73' Coman), Lewandowski, Ribéry                                  | 83' Martínez                                                  |
| 3 mei 2016 20:45 Allianz Arena München                     | 31' Alonso 74' Lewandowski                                          | 1-0 1-1 2-1             | 53' Griezmann                     | Neuer Lahm, Martínez, Boateng, Alaba Müller, Alonso, Vidal Costa (73' Coman), Lewandowski, Ribéry                                  | 83' Martínez                                                  |

### Groepsfase Champions League
| Groep F | Groep F            | Groep F | Groep F | Groep F | Groep F | Groep F | Groep F | Groep F | Groep F |
|         |                    | P       | W       | G       | V       | +       | -       | DS      | Ptn     |
| ------- | ------------------ | ------- | ------- | ------- | ------- | ------- | ------- | ------- | ------- |
| 1.      | Bayern München     | 6       | 5       | 0       | 1       | 19      | 3       | +16     | 15      |
| 2.      | Arsenal FC         | 6       | 3       | 0       | 3       | 12      | 10      | +2      | 9       |
| 3.      | Olympiakos Piraeus | 6       | 3       | 0       | 3       | 6       | 13      | −7      | 9       |
| 4.      | Dinamo Zagreb      | 6       | 1       | 0       | 5       | 3       | 14      | −11     | 3       |

## Statistieken
De speler met de meeste goals is in het geel aangeduid.
| Nr. | Naam               | Bundesliga | Bundesliga | DFB-Pokal | DFB-Pokal | Supercup | Supercup | Champions League | Champions League | Totaal | Totaal |
| Nr. | Naam               | Wed        | Goals      | Wed       | Goals     | Wed      | Goals    | Wed              | Goals            | Wed    | Goals  |
| --- | ------------------ | ---------- | ---------- | --------- | --------- | -------- | -------- | ---------------- | ---------------- | ------ | ------ |
| 1.  | Manuel Neuer       | 34         | 0          | 5         | 0         | 1        | 0        | 11               | 0                | 51     | 0      |
| 2.  | Dante              | 1          | 0          | 1         | 0         | 0        | 0        | 0                | 0                | 2      | 0      |
| 3.  | Xabi Alonso        | 26         | 0          | 4         | 1         | 1        | 0        | 8                | 1                | 39     | 2      |
| 4.  | Serdar Taşçı       | 3          | 0          | 0         | 0         | 0        | 0        | 0                | 0                | 3      | 0      |
| 5.  | Mehdi Benatia      | 14         | 1          | 1         | 0         | 1        | 0        | 6                | 0                | 22     | 1      |
| 6.  | Thiago             | 27         | 2          | 5         | 1         | 1        | 0        | 9                | 1                | 42     | 4      |
| 7.  | Franck Ribéry      | 13         | 2          | 2         | 0         | 0        | 0        | 7                | 0                | 22     | 2      |
| 8.  | Javi Martínez      | 16         | 1          | 3         | 0         | 0        | 0        | 8                | 0                | 27     | 1      |
| 9.  | Robert Lewandowski | 32         | 30         | 6         | 3         | 1        | 0        | 12               | 9                | 51     | 42     |
| 10. | Arjen Robben       | 15         | 4          | 3         | 0         | 1        | 1        | 3                | 2                | 22     | 7      |
| 11. | Douglas Costa      | 27         | 4          | 4         | 1         | 1        | 0        | 11               | 2                | 43     | 7      |
| 13. | Rafinha            | 25         | 0          | 4         | 0         | 1        | 0        | 4                | 0                | 34     | 0      |
| 15. | Jan Kirchhoff      | 0          | 0          | 1         | 0         | 0        | 0        | 0                | 0                | 1      | 0      |
| 16. | Gianluca Gaudino   | 0          | 0          | 0         | 0         | 0        | 0        | 0                | 0                | 0      | 0      |
| 17. | Jérôme Boateng     | 19         | 0          | 4         | 0         | 1        | 0        | 7                | 0                | 31     | 0      |
| 18. | Juan Bernat        | 16         | 0          | 3         | 0         | 0        | 0        | 8                | 0                | 27     | 0      |
| 19. | Mario Götze        | 14         | 3          | 2         | 1         | 1        | 0        | 4                | 2                | 21     | 6      |
| 20. | Sebastian Rode     | 15         | 1          | 1         | 0         | 0        | 0        | 1                | 0                | 17     | 1      |
| 21. | Philipp Lahm       | 26         | 1          | 6         | 0         | 1        | 12       | 0                | 0                | 45     | 1      |
| 22. | Tom Starke         | 0          | 0          | 0         | 0         | 0        | 0        | 0                | 0                | 0      | 0      |
| 23. | Arturo Vidal       | 30         | 4          | 6         | 1         | 1        | 0        | 11               | 2                | 48     | 7      |
| 24. | Sinan Kurt         | 0          | 0          | 0         | 0         | 0        | 0        | 0                | 0                | 0      | 0      |
| 25. | Thomas Müller      | 31         | 20         | 5         | 4         | 1        | 0        | 12               | 8                | 49     | 32     |
| 26. | Sven Ulreich       | 1          | 0          | 1         | 0         | 0        | 0        | 1                | 0                | 3      | 0      |
| 27. | David Alaba        | 30         | 1          | 5         | 0         | 1        | 0        | 10               | 1                | 46     | 2      |
| 28. | Holger Badstuber   | 7          | 0          | 1         | 0         | 0        | 0        | 1                | 0                | 9      | 0      |
| 29. | Kingsley Coman     | 23         | 4          | 4         | 0         | 0        | 0        | 8                | 2                | 35     | 6      |
| 32. | Joshua Kimmich     | 23         | 0          | 4         | 0         | 0        | 0        | 9                | 0                | 36     | 0      |
| 34. | Pierre Højbjerg    | 0          | 0          | 1         | 0         | 0        | 0        | 0                | 0                | 1      | 0      |
| 37. | Julian Green       | 0          | 0          | 0         | 0         | 0        | 0        | 1                | 0                | 1      | 0      |
| 41. | Miloš Pantović     | 1          | 0          | 0         | 0         | 0        | 0        | 0                | 0                | 1      | 0      |

## Individuele prijzen
| Prijs                  | Winnaar            |
| ---------------------- | ------------------ |
| Topschutter Bundesliga | Robert Lewandowski |

## Afbeeldingen

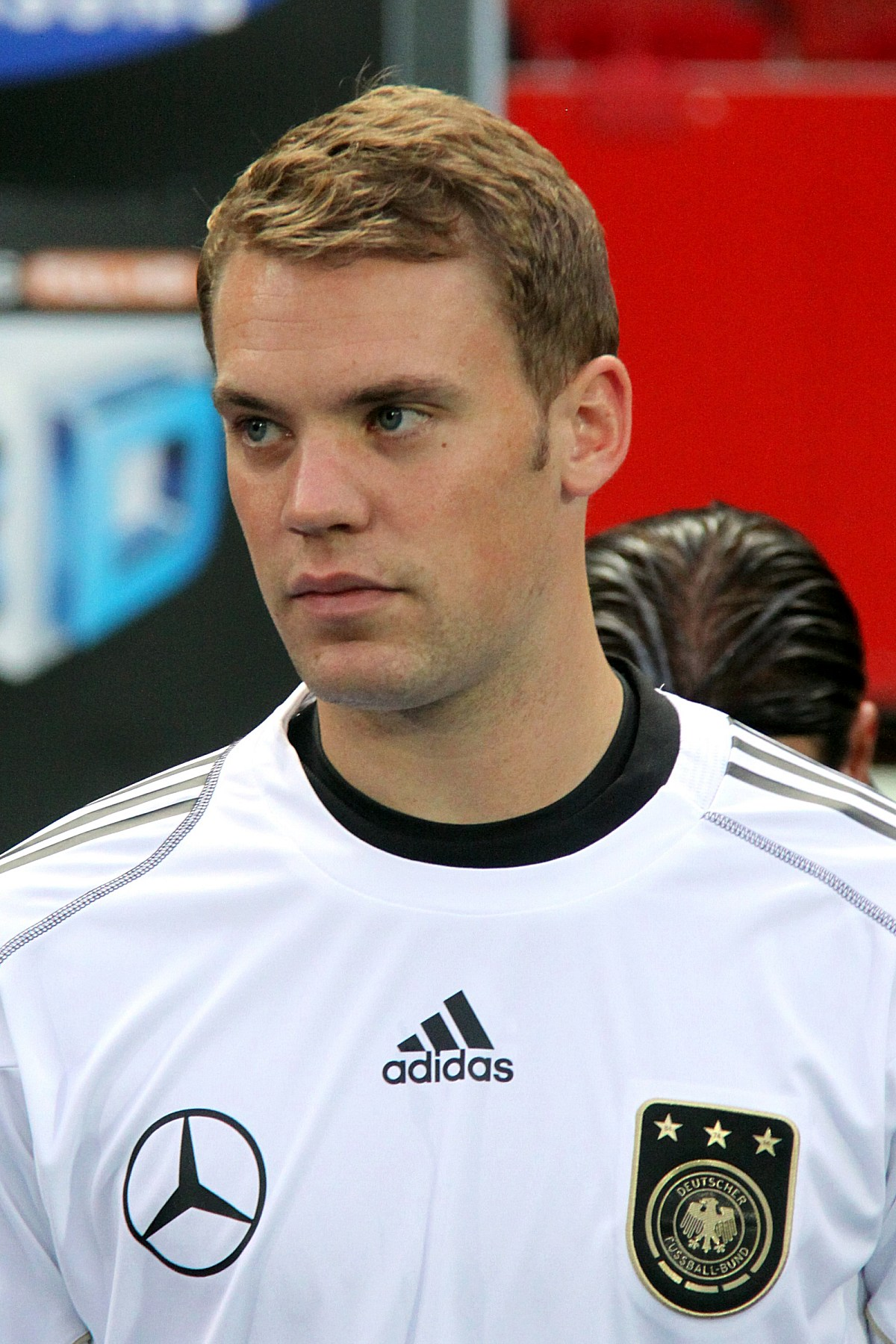
Manuel Neuer (doelman)
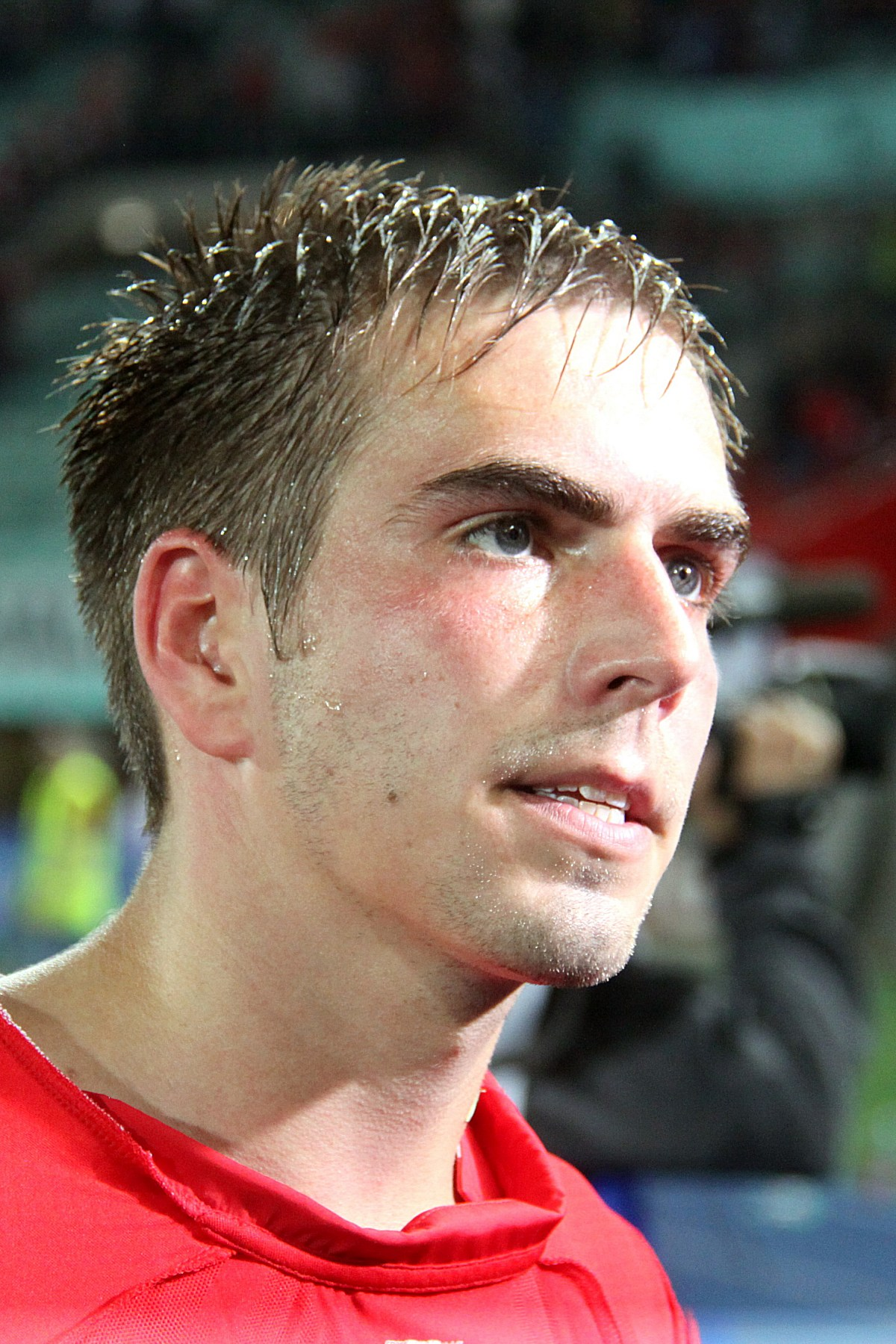
Philipp Lahm (verdediger)
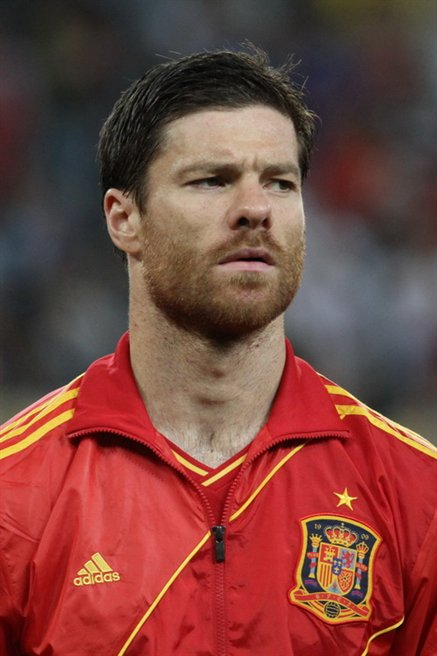
Xabi Alonso (middenvelder)
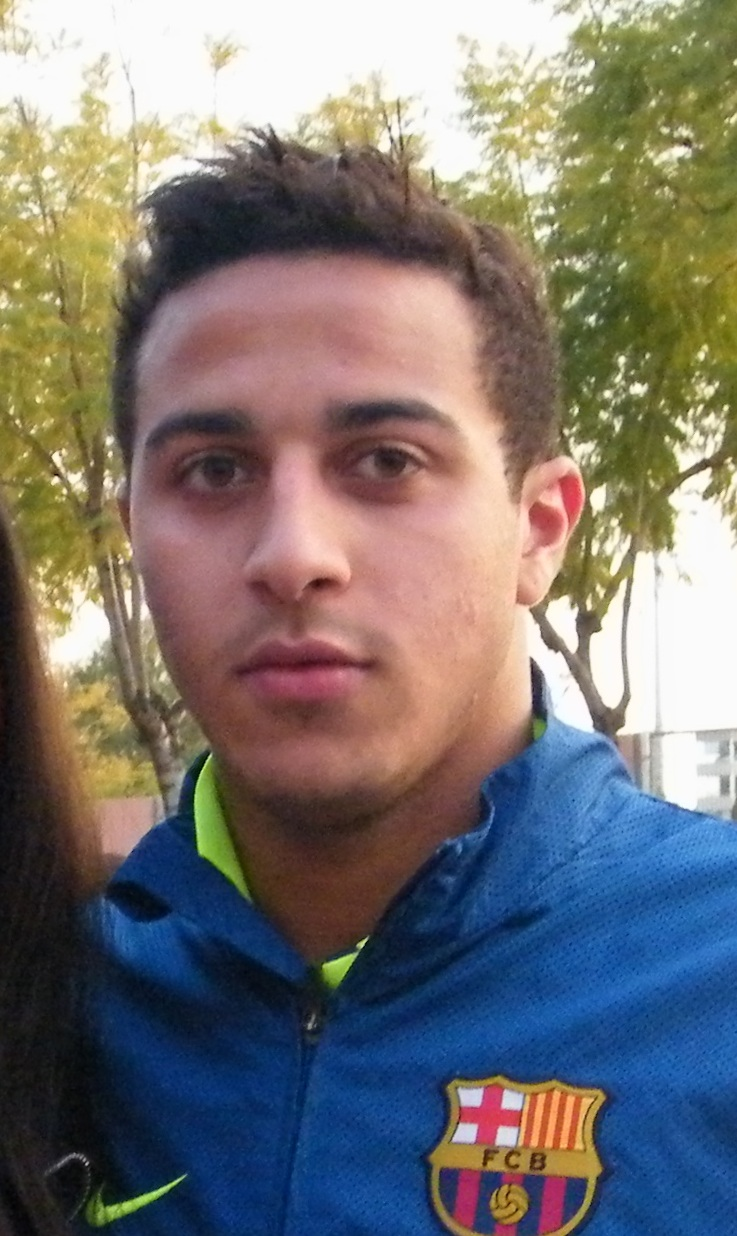
Thiago (middenvelder)
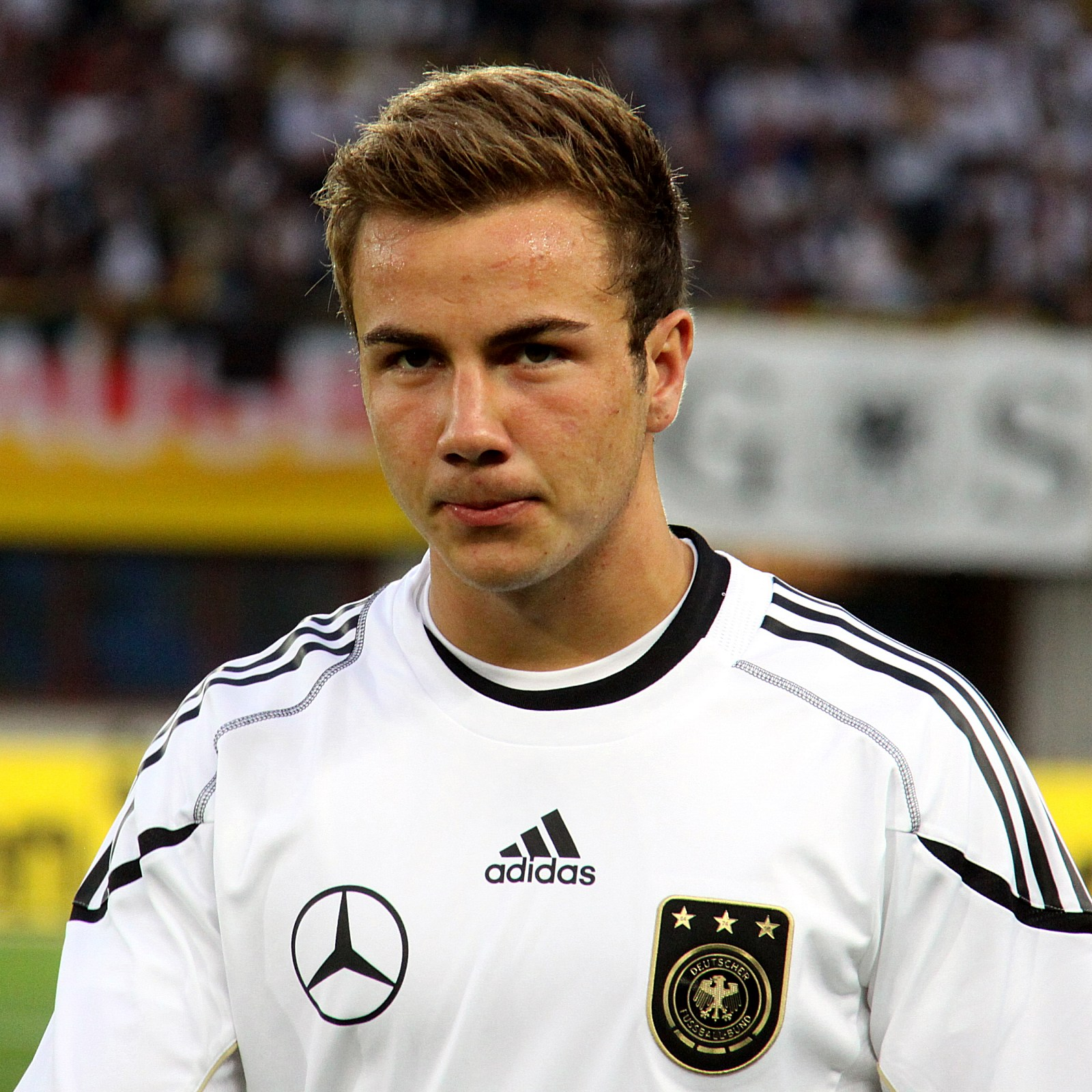
Mario Götze (middenvelder)
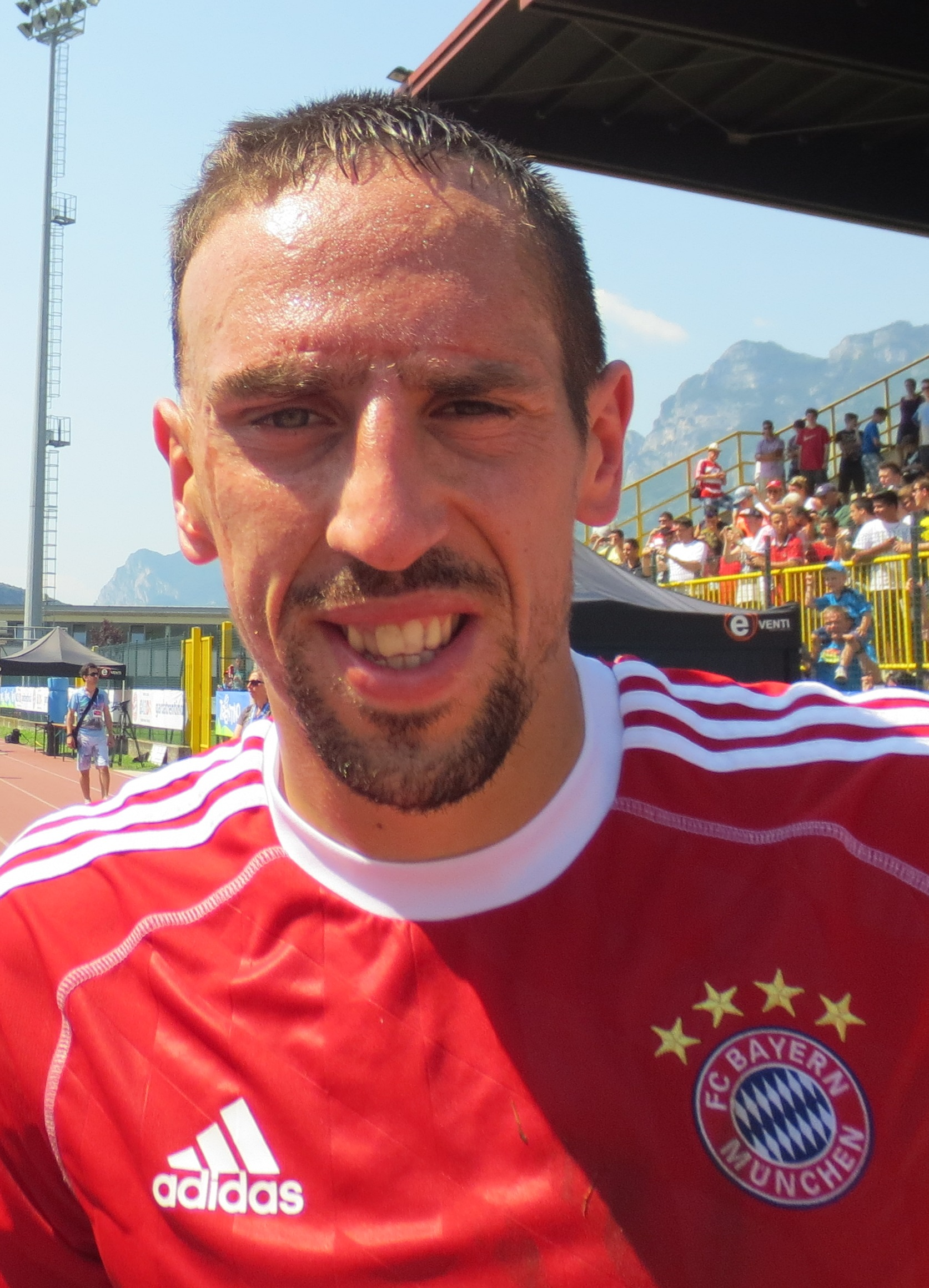
Franck Ribéry (aanvaller)
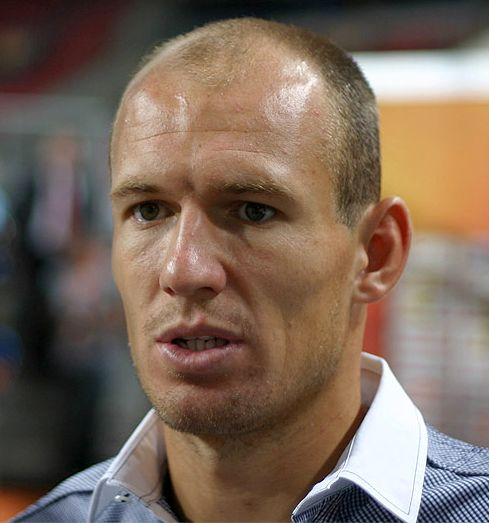
Arjen Robben (aanvaller)
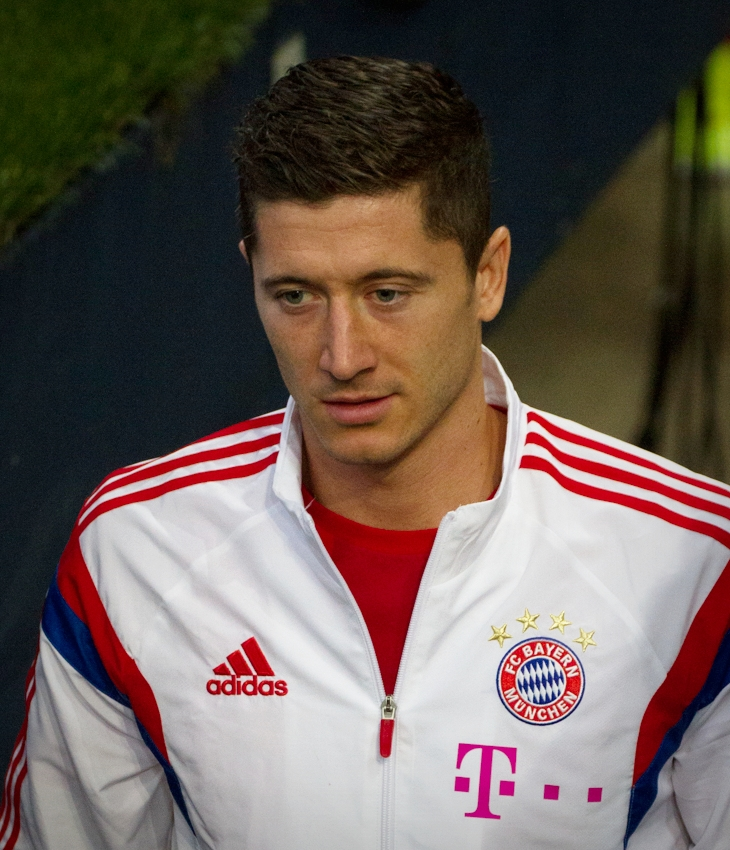
Robert Lewandowski (aanvaller)